# Croswell
Pour l’article homonyme, voir Glacier Crosswell.
La ville de Croswell est située dans le comté de Sanilac, dans l’État du Michigan, aux États-Unis. Sa population s’élevait à 2 447 habitants lors du recensement de 2010, estimée à 2 281 habitants en 2018.

## Histoire
La localité, dont le nom était alors Black River, a été établie en 1845. Puis elle a été rebaptisée Davisville, d’après le premier maître de poste. En 1877 elle a été renommée Croswell, en hommage au gouverneur Charles Croswell (en). Elle a été incorporée en 1881.

## Démographie
| Groupe            | Croswell | Michigan | États-Unis |
| ----------------- | -------- | -------- | ---------- |
| Blancs            | 91,7     | 79,0     | 72,4       |
| Autres            | 5,2      | 1,5      | 6,4        |
| Métis             | 1,8      | 2,3      | 2,9        |
| Amérindiens       | 0,7      | 0,6      | 0,9        |
| Afro-Américains   | 0,5      | 14,2     | 12,6       |
| Asiatiques        | 0,2      | 2,4      | 4,8        |
| Total             | 100      | 100      | 100        |
|                   |          |          |            |
| Latino-Américains | 12,8     | 4,4      | 16,7       |

Selon l'American Community Survey pour la période 2010-2014, 91,52 % de la population âgée de plus de 5 ans déclare parler l'anglais à la maison, 7,30 % déclare parler l'espagnol et 0,97 % une autre langue.